# Charlotte Perkins Gilman
Charlotte Perkins Gilman (rojena Perkins; 3. julij 1860 - 17. avgust 1935) je znana je tudi po priimku svojega prvega moža, in sicer kot Charlotte Perkins Stetson. Bila je ameriška humanistka, romanopiska, pisateljica, predavateljica, zagovornica družbenih reform in evgenik. Bila je utopična feministka in vzor prihodnjim generacijam feministk zaradi svojih konceptov in življenjskega sloga. Njeno najbolj znano delo je njena delno avtobiografska kratka zgodba Rumena tapeta, ki jo je napisala po hudem napadu poporodne psihoze.

## Otroštvo
Gilmanova se je rodila 3. julija 1860 v Hartfordu v Connecticutu staršema Mary Perkins (rojeni Mary Fitch Westcott) in Fredericu Beecherju Perkinsu. Imela je samo enega brata, Thomasa Adieja, ki je bil štirinajst mesecev starejši, ker je zdravnik dejal Mary Perkins, da bi lahko umrla pri morebitnih naslednjih porodih. Med Charlottinim otroštvom se je njen oče odselil in tako zapustil ženo in otroka. Preostanek svojega otroštva je preživela v revščini. Ker njena mati ni mogla sama vzdrževati družine, so jim pogosto priskočile na pomoč očetove tete. Njeno šolanje je bilo neredno. Obiskovala je sedem različnih šol, vsega skupaj le štiri leta, šolanje pa je končala pri petnajstih letih. Njena mati ni bila ljubeča do svojih otrok. Da ne bi bila prizadeta, kot je bila ona, jima je prepovedala sklepanje močnih prijateljstev in branje leposlovja. V svoji avtobiografiji The Living of Charlotte Perkins Gilman je Gilmanova zapisala, da je njena mati izkazovala naklonjenost le, ko je mislila, da njena mlada hčerka spi. Čeprav je otroštvo preživela v osami, se je nevede pripravljala na življenje, ki je bilo pred njo tako, da je pogosto obiskovala javno knjižnico in sama preučevala starodavne civilizacije. Poleg tega je nanjo vplivala očetova ljubezen do literature. Oče ji je čez leta poslal seznam knjig, za katere je menil, da bi jih bilo vredno prebrati. Velik del svoje mladosti je preživela v Providenceu na Rhode Islandu. Njeni prijatelji so bili večinoma moški.
Njena naravna inteligenca in širina znanja sta vedno navduševali njene učitelje, ki pa so bili nad njo razočarani, ker je bila slaba učenka. Njen najljubši predmet je je bil tisto, kar so kasneje poimenovali fizika. Leta 1878 se je osemnajstletnica z denarno pomočjo odsotnega očeta vpisala na Rhode Island School of Design in se kasneje preživljala kot umetnica trgovskih kartic. Bila je mentorica in spodbujala druge k širjenju njihove umetniške ustvarjalnosti. Bila je tudi slikarka.
Med študijem na Rhode Island School of Design je okoli leta 1879 Gilmanova srečala Martho Luther, s katero je bila v razmerju. Med letoma 1883 in 1889 sta si napisali več kot 50 pisem. Njuno zvezo je prekinila Luthrova, da se je leta 1881 poročila z moškim. Charlotte je bila takrat uničena in je sovražila romantiko ter ljubezen, dokler ni srečala svojega prvega moža.
Leta 1884 se je poročila z umetnikom Charlesom Walterjem Stetsonom, potem ko je sprva zavrnila njegovo ponudbo, ker ji je občutek rekel, da to ni zanjo. Njuna hči Katharine Beecher Stetson, ki je bila hkrati njun edini otrok, se je rodila naslednje leto, 23. marca 1885. Charlotte Perkins Gilman je utrpela zelo resno poporodno depresijo.
Gilmanova se je s hčerko Katherine preselila v južno Kalifornijo in tam živela s prijateljico Grace Ellery Channing.
Leta 1888 se je Charlotte ločila od svojega moža. Ločitev je bila takrat redek pojav. Uradno sta se ločila leta 1894. Med letom, ko je zapustila moža, je Charlotte spoznala Adeline Knapp, s katero se je prav tako spustila v razmerje, ki se je kasneje končalo. Po ločitvi od moža se je Charlotte s hčerko preselila v Kalifornijo, kjer je postala aktivna v več feminističnih in reformističnih organizacijah.
Stopila je v stik s svojim bratrancem Houghtonom Gilmanom, ki ga ni videla približno petnajst let in je bil odvetnik na Wall Streetu. Začela sta skupaj preživljati čas in se začela romantično zapletati. Od njune poroke leta 1900 do leta 1922 sta živela v New Yorku. Njun zakon ni bil podoben njenemu prvemu. Po Houghtonovi nenadni smrti zaradi možganske krvavitve leta 1934 se je Gilmanova preselila nazaj v Pasadeno v Kaliforniji, kjer je živela njena hči.
Januarja 1932 so Gilmanovi diagnosticirali neozdravljivega raka dojke. Gilmanova, zagovornica evtanazije za neozdravljivo bolne, je 17. avgusta 1935 umrla zaradi samomora, potem ko je zaužila prevelik odmerek kloroforma.

## Kariera
V nekem trenutku se je Gilmanova preživljala s prodajo mila od vrat do vrat. Po tem, ko se je preselila v Pasadeno, je Gilmanova postala aktivna pri organiziranju gibanj za socialno reformo. Leta 1890 se je pridružila gibanju Nacionalističnih klubov, ki si je prizadevalo odpraviti pohlep kapitalizma in razlike med razredi, hkrati pa spodbujati miroljubno, etično in resnično napredno človeško raso. Njena pesem Similar Cases, objavljena v reviji Nationalist, je bila satiričen pregled ljudi, ki so se upirali družbenim spremembam. Zanjo je prejela pozitivne odzive kritikov. Leta 1890 je dobila tudi dovolj navdiha, da je napisala petnajst esejev, pesmi, novelo in kratko zgodbo Rumena tapeta. Njena kariera se je začela, ko je začela predavati o nacionalizmu in pritegnila pozornost javnosti s svojo prvo zbirko poezije In This Our World, ki je izšla leta 1893. Bila je uspešna predavateljica, ki se je preživljala s svojimi govori. Njena slava je rasla skupaj z družbenim krogom njej podobno mislečih aktivistk in piscev feminističnega gibanja.

### Rumena tapeta
Leta 1890 je Gilmanova napisala svojo kratko zgodbo Rumena tapeta (The Yellow Wallpaper), ki je najbolje prodajana feministična knjiga vseh časov. Napisala jo je 6. in 7. junija 1890 v svojem domu v Pasadeni, leto in pol pozneje pa je bila natisnjena v januarski številki revije The New England Magazine.
Zgodba govori o ženski, ki trpi za duševno boleznijo, potem ko jo je mož za tri mesece zaprl v sobo zaradi njenega zdravja. Postane obsedena z odvratnimi rumenimi tapetami v sobi. Gilmanova je napisala to zgodbo, da bi spremenila mnenje ljudi o vlogi žensk v družbi in da bi ponazorila, kako pomanjkanje avtonomije žensk škodi njihovemu duševnemu, čustvenemu in celo fizičnemu počutju. Pripovedovalka v zgodbi mora storiti, kot zahteva njen mož (ki je tudi njen zdravnik), čeprav je zdravljenje v neposrednem nasprotju s tem, kar resnično potrebuje – mentalno stimulacijo in svobodo, da pobegne iz monotonosti prostora, v katerega je zaprta. Rumena tapeta je bil v bistvu odgovor zdravniku, ki jo je poskušal ozdraviti depresije z "zdravilom za počitek". Poslala mu je kopijo zgodbe.

### Druga pomembna dela
Njena prva knjiga je bila Art Gems for the Home and Fireside (1888), vendar ji je prvo priznanje prinesla njena prva zbirka poezije In This Our World (1893), zbirka satiričnih pesmi. V naslednjih dveh desetletjih si je velik del slave pridobila s predavanji o ženskih vprašanjih, etiki, delu, človekovih pravicah in socialni reformi. Njena predavanja so jo vodila po Združenih državah Amerike. Te teme je pogosto omenjala v svojem leposlovju.
V letih 1894–95 je bila urednica revije The Impress, literarnega tednika, ki ga je izdajal Pacific Coast Women's Press Association (prej Bulletin). Dvajset tednov, kolikor je revija izhajala, je prispevala svoje pesmi, uvodne in druge članke. Tiskanje kratkotrajnega časopisa se je končalo zaradi družbene pristranskosti do njenega življenjskega sloga, ki je vključeval to, da je bila nekonvencionalna mati in ženska, ki se je ločila od moža. Po štirimesečnem predavanju, ki se je končalo aprila 1897, je Gilmanova začel globlje razmišljati o spolnih odnosih in ekonomiji v ameriškem življenju, na koncu pa je dokončala prvi osnutek Ženske in ekonomija (1898). Ta knjiga je razpravljala o vlogi žensk v domu in se zavzemala za spremembe v praksah vzgoje otrok in gospodinjstva, da bi ublažili pritisk žensk in jim potencialno omogočili, da svoje delo razširijo na javno sfero. Knjiga je izšla naslednje leto. Z izdajo pa je Gilmanova pridobila mednarodno pozornost. Leta 1903 je nagovorila Mednarodni kongres žensk v Berlinu. Naslednje leto je gostovala po Angliji, na Nizozemskem, v Nemčiji, Avstriji in na Madžarskem.
Leta 1903 je napisala eno svojih najbolj kritično hvaljenih knjig, The Home: Its Work and Influence, ki je razširjala teme o ženskah in ekonomiji. Ugotovila je, da so ženske doma zatirane in predlagala, da je potrebno okolje, v katerem živijo, spremeniti. Od leta 1909 do 1916 je Gilmanova sama pisala in urejala lastno revijo The Forerunner, v kateri se je pojavila večina njenega leposlovja in na stotine člankov. Revija je imela skoraj 1500 naročnikov. Njena avtobiografija The Living of Charlotte Perkins Gilman, ki jo je začela pisati leta 1925, je izšla posthumno leta 1935.

### Zdravljenje s počitkom
Perkins-Gilmanova se je leta 1884 poročila s Charlesom Stetsonom in manj kot leto kasneje rodila njuno hčerko Katharine. Ker je bila že dovzetna za depresijo, se je njeno stanje zaradi poroke in materinstva le še poslabšalo. Velik delež njenih dnevniških zapisov od takrat, ko je rodila hčerko, pa vse do nekaj let kasneje opisuje prihajajočo depresijo, s katero se je morala soočiti.
Poleti 1888 sta Charlotte in njena hči Katharine nekaj časa preživeli v Bristolu na Rhode Islandu, in tam je njena depresija izzvenela. V Providence se je vrnila septembra. Prodala je premoženje, ki ji je bilo zapuščeno v Connecticutu, in s prijateljico Grace Channing odšla v Pasadeno.

### Feminizem v zgodbah in novelah
Gilmanova je v mnogih svojih zgodbah ustvarila svet s feminističnim zornim kotom. Dve njeni pripovedi, What Diantha Did in Herland, jasno pokažeta, kako je Gilmanova svoje delo osredotočala na to, da ženske niso le matere, ki ostanejo doma, kot se od njih pričakuje, temveč so tudi ljudje, ki imajo sanje, ki lahko potujejo in delajo tako kot moški, in da njihovi cilji vključujejo družbo, v kateri so ženske enako pomembne kot moški. Gradnja sveta, ki jo izvaja Gilmanova, pa tudi liki v teh dveh zgodbah in drugih, utelešajo spremembo, ki je bila potrebna v zgodnjih letih 20. stoletja.